# Visualizing black america
Visualizing black america es un libro creado por Whitney Battle-Baptiste y Britt Rusert sobre la obra del activista por los derechos civiles afroamericano W. E. B. Du Bois. En él se recogen sesenta y tres visualizaciones de datos e infografías creados por Du Bois y su equipo como parte de la American Negro Exhibit, en la Exposición Universal de París de 1900. La exposición y por tanto, las infografías de Du Bois, estaban dedicadas al progreso socioeconómico de los descendientes  de esclavos africanos en Estados Unidos desde la emancipación.

## Historia
El contexto histórico y los objetivos de la American Negro Exhibit son fundamentales para comprender la lógica tras las visualizaciones de datos de Du Bois cuarenta años después del fin de la esclavitud en Estados Unidos, y cuatro años después de la legalización de la segregación racial. La exposición estaba destinada a educar a los clientes sobre las formas de educación y mejora que ocurrían en las instituciones negras y en Comunidades afroamericanas en todo el sur de EE. UU.
Un año después de la publicación del estudio sociológico de Du Bois, The Philadelphia Negro (1897), el organizador de la exhibición (Thomas Junius Calloway) pidió a Du Bois que contribuyera con un estudio social sobre la vida afroamericana.
La American Negro Exhibit, dirigida y coordinada por Thomas Calloway, pretendía cambiar los prejuicios y mitos acerca del progreso occidental y la inferioridad de la raza negra.
La colección fue un gran éxito en Europa, pero no tuvo un gran impacto en el discurso racial de los Estados Unidos cuando se exhibió allí.
La exposición tuvo que superar retos ligados a su ubicación, ya que se situaba en la esquina derecha de una habitación, en un lugar muy discreto. Por lo tanto, Du Bois y sus colaboradores hicieron la exposición más llamativa visualmente evitando prosa monocolor y creando tanto mapas como gráficos coloridos, para poder atraer la atención del espectador

## Descripción
La introducción del libro está formada por una amplia descripción del contexto histórico en el que se desarrolló la American Negro Exhibity las razones por las cuales los editores deciden presentar el libro a las audiencias contemporáneas 100 años después de la exhibición.
El volumen contiene reproducciones de las sesenta y tres visualizaciones de datos que formaban parte de la Exhibición de negros estadounidenses y están divididas en las categorías siguientes: El negro de Georgia; un estudio social (Láminas 1-36) y una serie de gráficos estadísticos que ilustran la condición de los descendientes de antiguos esclavos africanos que residen en los Estados Unidos de América (láminas 37-63). 
Acompañando cada lámina hay comentarios informativos que describen como las innovaciones visuales del equipo de Du Bois anticipan los movimientos artísticos posteriores. Como señalan los editores y colaboradores, el objetivo del equipo de Du Bois era presentar la América negra a nivel estatal, nacional e internacional para que los asistentes a la exhibición llegasen a  ubicar a los afroamericanos en la historia y los procesos globales.
Otro apartado del libro es en el que se incluyen fotografías del área de exhibición de la  American Negro Exhibit, que muestra las infografías enmarcadas y montadas a lo largo de las paredes traseras y laterales.
La gran presencia de formas geométricas, ángulos, planos, símbolos y fuentes en las "infografías" del libro demuestran la capacidad de Du Bois  de creer en el poder independiente de los datos empíricos pero también en el de la presentación de los mismos.
La cartografía juega un papel central en el encuadre de la narrativa de Du Bois. Un ejemplo de mapa presente en el libro es aquel del Atlántico Negro que representa visualmente cientos de años y miles de kilómetros de opresión hacía los afroamericanos. A medida que avanza en el conjunto, el empleo de varias técnicas de mapeo temático se vuelve cada vez más detallado, y los mapas se utilizan para enmarcar la información en los gráficos y diagramas intermedios. La primera sección del libro (The Georgia Negro: A Social Study) termina con tres mapas de condados de Georgia que muestran la distribución de las residencias de afroamericanos según los recursos económicos de los mismos.
En la introducción de la última sección del libro (Introduction to the Plates) se señala que Du Bois anticipó las nuevas tendencias de diseño que se dieron un siglo después de la realización de su obra.

## Influencia
La innovación visual de Du Bois y su equipo se debe al enfoque que le dieron a su obra a través de los colores y de las formas para hacer la información accesible más allá de la academia. Este nuevo enfoque tuvo una gran influencia en la estética del diseño y los movimientos artísticos del siglo posterior.
Tal como afirma la coautora del libro, Battle-Baptiste, en una entrevista: "Du Bois entendió la naturaleza a largo plazo del trabajo de justicia. Fue un hombre de todos los tiempos. Su trabajo fue atemporal porque vio lo que estaba sucediendo frente a él. No lo ignoró. Usó la herramienta que tenía, la pluma, para trabajar con las ideas y difundirlas, a veces a las masas, a veces a personas específicas ".